# Rhorus macremphytae
Rhorus macremphytae är en stekelart som beskrevs av Barron 1986. Rhorus macremphytae ingår i släktet Rhorus och familjen brokparasitsteklar. Inga underarter finns listade i Catalogue of Life.